# Freden i Breslau
Freden i Breslau var den fred som slöts 12 juni 1742 mellan Maria Teresia av Österrike och Fredrik II av Preussen som avslutade första schlesiska kriget.
Maria Teresia avträdde till Fredrik större delen av Schlesien, det så kallade preussiska, senare tyska Schlesien, medan en mindre del "Österrikiska Schlesien" blev kvar under österrikisk överhöghet.